# Thiago Bordin
Thiago Bordin (San Paolo, 19 marzo 1983) è un danzatore e coreografo brasiliano naturalizzato tedesco, primo ballerino del Balletto di Amburgo dal 2006 al 2014.

## Biografia
Nato e cresciuto a San Paolo, Thiago Bordin ha studiato danza all'Escola De Bailados do Teatro Municipal e nel 1999 ha vinto una borsa di studio per perfezionarsi presso la Staatliche Hochschule für Musik und Darstellende Kunst Mannheim, dove ha studiato con Birgit Keil. Nel 2001 è stato scritturato dal Balletto di Amburgo, di cui è diventato solista nel 2005 e primo ballerino nel 2006. Nei suoi tredici anni con la compagnia ha danzato in molti dei maggiori ruoli coreografati da John Neumeier, tra cui Romeo in Romeo e Giulietta, gli eponimi protagonisti in Otello e Ludwig, Oberon in Sogno di una notte di mezza estate, il Principe ne Lo schiaccianoci ed Armand ne La signora delle camelie, che gli è valso il Prix Benois de la Danse nel 2010. Nello stesso anno ha vinto anche il Premio Léonide Massine al Festival di Danza di Positano. Con il Balletto di Amburgo ha danzato anche in balletti di altri coreografi di rilievo, interpretando anche Solor ne La Bayadère di Natalia Makarova, James ne La Sylphide di Pierre Lacotte e numerose coreografie di John Cranko, George Balanchine, Frederick Ashton e Christopher Wheeldon; inoltre Neumeier ha creato diversi ruoli apposta per lui. Parallelamente all'attività sulle scene, Bordin ha lavorato anche come coreografo dal 2001. Nel 2014 ha lasciato Amburgo per danzare per tre anni con il Nederlands Dans Theater e dal 2018 lavora come coreografo, ballerino e insegnante freelance.